# イカワXパーク

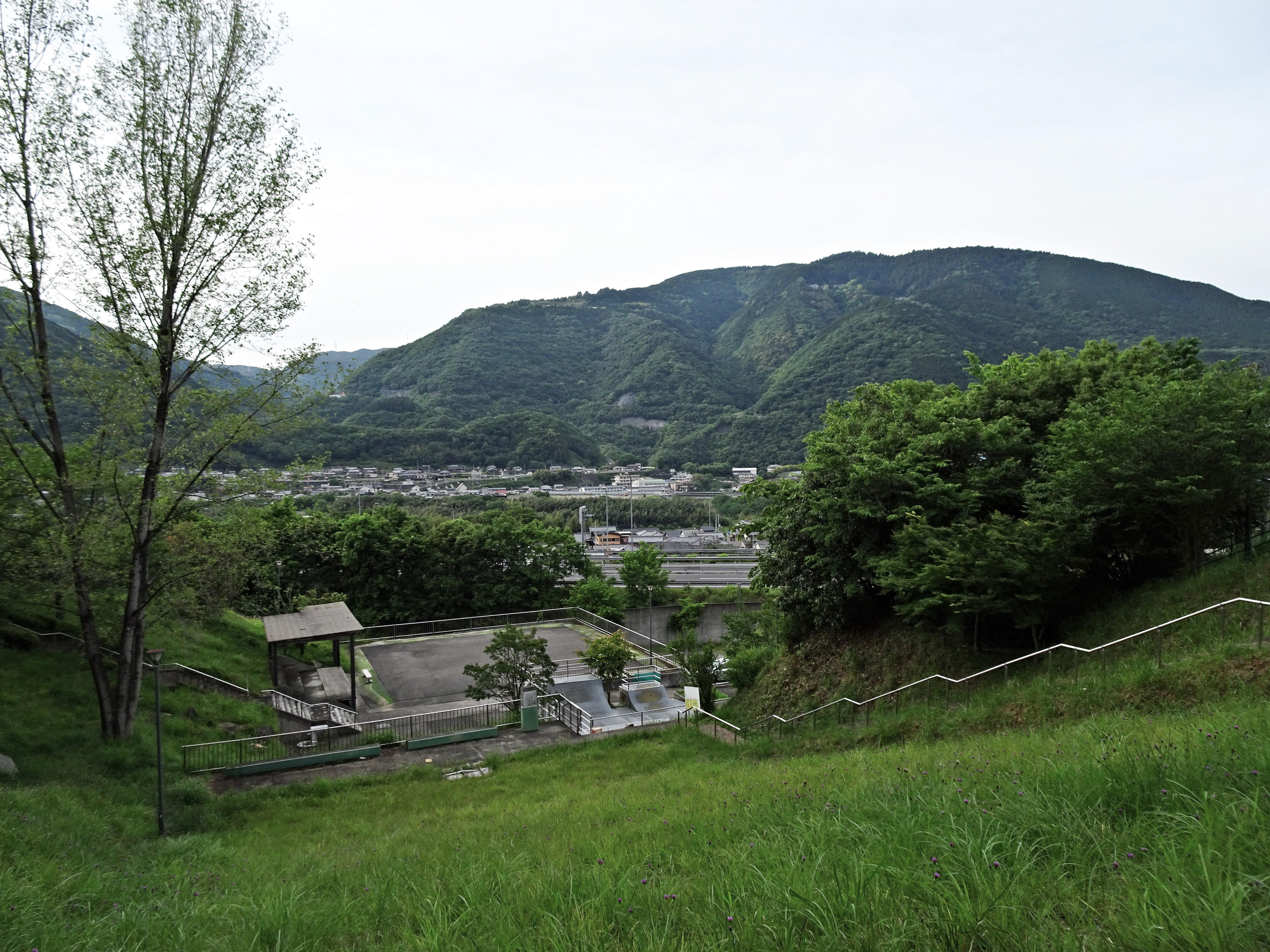
西井川農村公園

イカワXパーク（イカワエックスパーク）は、徳島県三好市井川町西井川に存在したスポーツ公園。
当時存在したゾーブ等、一部のアトラクションは廃止され、現在は、西井川農村公園（スケートボードロット・多目的広場）となっている。

## 沿革
- 2004年7月17日 - 旧井川町が4千万円かけて中四国地方で唯一の遊具であるゾーブが導入される
- 2014年10月31日 - ゾーブが廃止される[2]

## 施設
- スケートボード
- インラインローラースケート - 有料滑走施設

ほか

## 交通
- JR徳島線「佃駅」より車で約5分。
- 徳島自動車道「井川池田インターチェンジ」より車で約1分。